# Брезно Дрежничко
Брезно Дрежничко је бивше насељено место у саставу града Огулина, у Горском Котару, Република Хрватска.

## Историја
До нове територијалне организације налазило се у саставу бивше велике општине Огулин. Насеље је на попису 2001. године укинуто и припојено насељу Поток Мусулински.

## Становништво
| Националност       | 1991. | 1981.      | 1971.       | 1961.        |
| Срби               | 0     | 1 (50,00%) | 14 (93,33%) | 206 (97,63%) |
| Хрвати             | 0     | 1 (50,00%) | 1 (6,66%)   | 5 (2,36%)    |
| Југословени        | 0     | 0          | 0           | 0            |
| остали и непознато | 0     | 0          | 0           | 0            |
| Укупно             | 0     | 2          | 15          | 211          |

- напомене:

До 1900. исказивано под именом Брезно. Од 1857. до 1880. подаци су садржани у насељу Дрежница. У 1991. без становника. У 2001. подручје насеља припојено насељу Поток Мусулински. Види напомену под Поток Мусулински.